# Schauinsland-Reisen-Arena
O MSV-Arena é um estádio de futebol localizado na cidade de Duisburg, na Alemanha.
Inaugurado em 8 de novembro de 2004, substituindo o antigo Wedaustadion, tem capacidade para 31.500 torcedores.
É a casa do clube de futebol MSV Duisburg.